# Tara Polar Station
Pour les articles homonymes, voir Tara.
Tara Polar Station, est un navire français hybride destiné à la recherche scientifique en Arctique. De conception unique, à mi-chemin entre un navire océanographique et une station polaire dérivante, Tara Polar Station est conçue pour s'installer sur la banquise arctique et accueillir une équipe scientifique pouvant compter jusqu'à vingt personnes. La première expédition est prévue en 2026.

## Historique

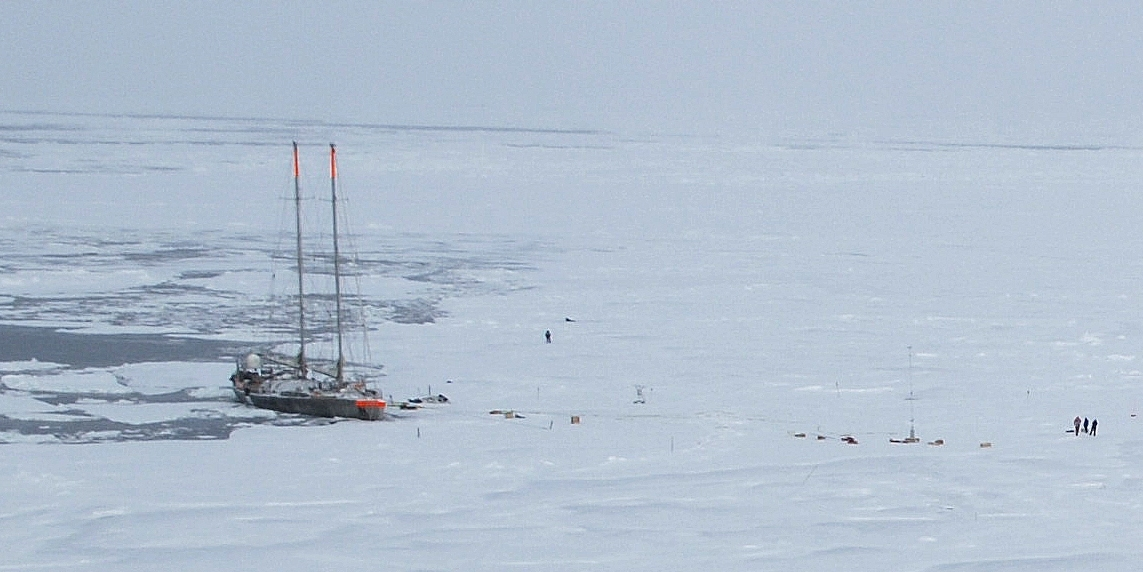
Expédition Tara Arctic, en septembre 2006.

Les racines du projet remontent à l'expédition arctique de la goélette Tara, entre septembre 2006 en janvier 2008. Le bateau s'est laissé enserrer par la banquise, s'est laissé dériver et s'en est libéré, après 505 jours de dérive sur environ 1 800 kilomètres.
En avril 2023, le chantier CMN de Cherbourg remporte l'appel d'offres de la Fondation Tara Océan. Le 29 septembre 2023, la construction est officiellement lancée lors d'une cérémonie en présence du prince Albert II de Monaco et d'Olivier Poivre d'Arvor, ambassadeur de France pour les pôles et les enjeux maritimes. Le puits central (moonpool) est exhibé sur la table de montage,.
La construction de la coque est réalisée en deux étapes, la partie basse entre octobre et décembre 2023 et l'assemblage de la superstructure et de la coque en mars 2024. Le chantier initial s'achève par une mise à l'eau le 4 octobre 2024 dans le port de Cherbourg.
Le bâtiment a été baptisé le 24 avril 2025, à Lorient, son port d’attache, avec la créatrice de mode et mécène Agnès b. et Thomas Pesquet comme marraine et parrain.

### Prévisionnel
La construction doit être suivie à l'été 2025 par une campagne de tests dans les glaces du détroit de Fram, entre le Groenland et le Svalbard.
Selon Chris Bowler, président du comité scientifique de la fondation Tara Océan, la station sera déployée dans les glaces arctiques pendant au moins vingt ans à partir de 2026, avec dix missions consécutives jusqu'en 2045, date à laquelle les scientifiques estiment qu'il ne devrait plus du tout subsister de banquise l'été.
La première mission « Tara Polaris I » partira en 2026 pour environ 500 jours, avec Martin Hertau comme capitaine du bâtiment. Un consortium de 30 centres de recherche issus de 12 pays a été monté pour la première, l'objectif est de « mieux comprendre l’impact du changement climatique en Arctique, qui se réchauffe trois à quatre plus vite que la moyenne mondiale et que l’on considère à ce titre comme une véritable sentinelle » selon Marcel Babin, directeur de recherche CNRS qui coordonnera Polaris I. Étude des migration et adaptation des organismes marins boréaux vers l’Arctique, interactions entre les nuages, la glace de mer et l’océan, impact du changement global sur le fonctionnement des écosystèmes… lors d'une dérive de 18 mois, bien plus longue que les campagne classiques qui durent généralement deux mois.

### Architecture
Comme sa grande sœur la goélette Tara, la station reprend l'idée du Fram de Nansen, premier navire d'exploration polaire à s'être volontairement laisser prendre par la banquise en 1893.
Comme son nom le laisse entendre, le navire est conçu pour passer la grande majorité de son existence stationnaire sur la banquise. Il est construit selon les normes Code polaire et marine marchande, et classé Ice Glass 1A Super (certification la plus élevée), « On y trouve tout ce qui existe sur n’importe quel cargo, avec quelques spécificités pour ce qui concerne la gestion de la glace, comme ce filtre conçu pour la détection des glaces installé sur l’un des deux radars, ou un système de dégivrage des radars, des vitrages, des portes, des grilles d’aspiration, de la prise eau de mer avant… » « pour s’assurer que l’on puisse toujours aspirer de l’eau à l’état liquide, pour les pompes à incendie ou l’osmoseur »
Ses caractéristiques sont très différentes d'un bateau classique, sans contrainte hydrodynamique même s'il dispose d'une capacité de propulsion propre qui impose une forme oblongue plutôt que parfaitement ronde qui partirait en vrille, selon Olivier Chavane, assistant à la maîtrise d’ouvrage chez Capgemini Engineering. Vue du haut, sa coque forme un ovale de 26 mètres de long sur 16 mètres de large, avec un profil très arrondi, qui lui permettra d'éviter de se retrouver prise dans les glaces. Elle est surmontée d'un espace d'habitation en forme de dôme polyédral, le tout conçu par l'architecte français Olivier Petit d'après le cahier des charges de la fondation Tara Océan. 
Il doit supporter une température de −52 °C et sa coque en aluminium de 20 mm est conçue pour mieux y résister, contrairement à l'acier qui perd de sa souplesse et devient cassant par grand froid. Son poids est de 250 tonnes à vide. Son moteur est alimenté en biocarburant, secondé par une éolienne et des panneaux solaires, mais du fait de son déplacement essentiellement par dérive ce bâtiment est en soi très économe. Son isolation a été soignée pour garantir le confort de l'équipage tout en permettant à la station d'économiser de l'énergie pour son chauffage. Lors des essais, le navire atteint la vitesse de neuf nœuds.
Le bâtiment dispose de 400 m2 d'espace de vie et est organisé sur quatre niveaux :
- timonerie et bureau ;
- pont principal : l'entrée, l'infirmerie, le sauna, la cuisine et le carré ;
- niveau inférieur -1 :  les douze cabines, les six laboratoires ;
- niveau inférieur -2 : le local auxiliaire (où sont stockés gazole et kérosène) et le local de production d'énergie et de propulsion[10].

Il est équipé de deux drones dont un drone sous-marin, d'une rosette de prélèvement et de capteurs atmosphériques ou sous-marins qui observeront en continu le milieu ambiant. En hiver, le bâtiment, complètement isolé, hébergera douze personnes, six membres d'équipage et six scientifiques, chacune disposant d'une cabine individuelle. L'été, le navire pourra en accueillir jusqu'à 18, grâce à des rotations et avitaillements. Il dispose d'un réservoir de kérosène pour ravitailler au besoin un hélicoptère de secours.
Le puits central (moonpool) de la station, est probablement l'élément le plus original du bâtiment. Ce cylindre en aluminium de 1,5 mètre de diamètre traversant les 4 niveaux permettra la descente et la remontée de plongeurs et le déploiement de divers instruments (rosette, robot téléopéré, drone sous-marin…).
Tara Polar Station doit héberger 6 laboratoires : un laboratoire humide pour la manipulation des échantillons dont les carottes de glace, des laboratoires secs avec instrumentation, et des laboratoires dédiés à l'expérimentation sur place pour mener des expériences sur les organismes et les écosystèmes.

### Budget
Le budget prévisionnel du projet monte à 21 millions d'euros (estimation 2024) pour la conception et la construction, auxquels il faut ajouter environ 3 millions de frais de fonctionnement annuels. Il est financé à 60 % (13 millions) par l'état français dans le cadre du plan France 2030 et de la stratégie polaire française Équilibrer les extrêmes,. Le reste du financement est majoritairement assuré par un partenariat associant une trentaine de laboratoires de 15 pays, mais fin 2024 la fondation fait également appel à un financement participatif pour récolter 60 000 euros, sur les 300 000 initialement espérés.
D'après Romain Troublé, directeur général de la Fondation Tara Océan, il faut comparer ce montant aux 150 millions d'euros de l'expédition MOSAiC qui a mobilisé pendant un an le Polarstern, brise-glace de recherche de l'institut allemand Alfred-Wegener.

### Objectifs scientifiques
L'objectif de Tara Polar Station est « de documenter et de comprendre la dynamique » du changement climatique en Arctique, d'« objectiver les données scientifiques et recenser la richesse de la biodiversité locale», « ces connaissances futures sont porteuses d'espoir pour mieux comprendre et ainsi préserver ce qui peut encore l'être en Arctique, mais aussi ailleurs » affirme la fondation Tara Océan.
La station est conçue pour abriter douze à dix-huit personnes et doit permettre de poursuivre plusieurs objectifs :
- mieux comprendre l'impact du changement climatique en Arctique et sur le reste de la planète ;
- améliorer la connaissance de la biodiversité sur Terre en explorant des régions non accessibles aujourd'hui ;
- révéler les adaptations uniques qui ont évolué pour permettre la vie dans cet environnement extrême ;
- analyser les conséquences de la fonte de la glace de mer et la pollution sur ces écosystèmes uniques et fragiles ;
- observer les stocks de poissons de l'Arctique et l'impact de l'arrivée d'espèces plus tempérées ;
- découvrir de nouvelles molécules ou espèces ayant de nouvelles applications potentielles.

Parmi l'équipage on comptera des climatologues, biologistes, physiciens, glaciologues, océanographes, ingénieurs, artistes, médecins, journalistes.

### Équipe scientifique
La fondation Tara travaille avec le CNRS, le CEA, le laboratoire européen de biologie moléculaire (EMBL) et d’autres grands laboratoires de recherche internationaux, au total une trentaine de laboratoires de 12 pays. Elle est reconnue d’utilité publique depuis 2003 et dotée du statut d'observateur spécial à l'ONU.
L'équipe scientifique est pilotée par trois chercheurs du domaine[source secondaire souhaitée] :
- Lee Karp-Boss, océanographe, Université du Maine ;
- Chris Bowler, biologiste, ENS / CNRS, co-directeur de la Mission Microbiomes et président du comité scientifique de la fondation Tara Océan ;
- Marcel Babin, océanographe, Université Laval / CNRS.

Elle comprend en outre une trentaine de scientifiques de tous les domaines concernés[source secondaire souhaitée] :
- Jørgen Berge, écologiste marin, Université de Tromsø ;
- Rolf Gradinger, écologiste spécialiste de la glace, Université de Tromsø ;
- Marit Reigstad, écologiste marin, Université de Tromsø ;
- Paul Wassmann, biogéochimiste marin, Université de Tromsø ;
- Katja Metfies, écologiste moléculaire, Institut Alfred-Wegener (AWI) ;
- Maxime Geoffrey, spécialiste en acoustique et en écologie des poissons, Université Mémorial de Terre-Neuve ;
- Joannie Ferland, ingénieure en biologie, Université Laval ;
- Marie-Hélène Forget, coordinatrice scientifique, Université Laval ;
- Thomas Linkowski, ingénieur océanographe ;
- Douglas Couet, ingénieur en biologie ;
- Patrick Wincker, spécialiste en génomique ;
- Julia Schmale, spécialiste en microphysique de l'atmosphère, EPFL ;
- François Ravetta, spécialiste en physique de l'atmosphère, LATMOS / IPSL, CNRS ;
- Kathy Law, spécialiste en chimie de l'atmosphère, CNRS ;
- Dirk Notz, spécialiste de la glace, Max Planck Institute ;
- Florent Dominé, spécialiste des virus, Université Laval / CNRS ;
- Francois Fripiat, océanographe et spécialiste de la glace, Université Libre de Bruxelles ;
- Marcel Nicolaus, spécialiste de la glace, AWI ;
- Martin Vancoppenolle, spécialiste de la glace et du climat, CNRS ;
- Søren Rysgaard, spécialiste de la glace, Université d'Aarhus ;
- Marie-Noëlle Houssais, océanographe polaire ;
- Benjamin Rabe, spécialiste du climat polaire, AWI ;
- Mathieu Ardyna, océanographe, Université Laval / CNRS ;
- Kelsey Bisson, océanographe, États-Unis ;
- Nina Schuback, océanographe, Institut polaire suisse ;
- Antje Boetius, biologiste, AWI ;
- Connie Lovejoy, microbiologiste, Université Laval ;
- Jody Deming, microbiologiste, Université de Washington ;
- Flora Vincent, biologiste spécialiste du microbiome, EMBL ;
- Eva Ortega-Retuerta, microbiologiste ;
- Colin Brownlee, biologiste cellulaire, Université de Southampton ;
- Éric Maréchal, spécialiste des lipides, CEA/CNRS ;
- Georg Pohnert, spécialiste en métabolomique, Max Planck Institute ;
- Silvia Gonzalez Acinas, microbiologiste, ICM-CSIC.